# Tatarská jaderná elektrárna
Tatarská jaderná elektrárna (rusky Татарская АЭС) je nedokončenou jadernou elektrárnou v Rusku. Nachází se v Autonomní republice Tatarstán u vesnice Ači, nedaleko Nižněkamsku. Výstavba byla přerušena pod tlakem veřejnosti v důsledku černobylské havárie v roce 1990. Elektrárna se měla stát jednou z největších v Sovětském svazu, projekt počítal s celkovým výkonem až 8000 MW. Měla provozovat stejné bloky jako Temelín.

## Historie a technické informace

### Počátky
Výstavba jaderné elektrárny v Tatarstánu byla projednávána již od roku 1978. V oblasti bylo totiž vybudováno velké množství různých podniků, například KamAZ, několik chemických závodů a další. Rozhodnutí o výstavbě nového jaderného zařízení bylo široce diskutováno na ministerstvu energetiky a elektrifikace SSSR. Následně byla elektrárna schválena ÚV KSSS a Ranou ministrů SSSR.
Pro projekt byla vybrána lokalita na místě vesnic Beljachča a Ači. Projekt jaderné elektrárny vyvinula pobočka Institutu Atomteploelektroproekt v Rize.
V elektrárně měly pracovat čtyři tlakovodní reaktory VVER 1000/320, každý o výkonu 1000 MW. Součástí plánu byla možnost rozšíření na osm bloků, tomu byl přizpůsoben i areál. Všechny reaktory měly být chlazeny uzavřeným vodním systémem, jehož součástí je velká vodní nádrž podobná například té v Černobylské jaderné elektrárně.

### Výstavba
Výstavba prvního bloku započala 1. dubna 1987. Jednalo se o tlakovodní čtyřsmyčkový jaderný reaktor VVER-1000/320. Hrubý výkon bloku měl být 1000 MW a čistý výkon by činil 950 MW. Uveden do provozu měl být v roce 1992.
Výstavba druhého bloku byla zahájena 1. května 1988. Parametry, typ a koncepce reaktoru a výkon měly zůstat stejné. Blok měl být uveden do provozu v roce 1994.
Plánováno bylo dalších 6 bloků, které měly být spouštěny vždy každých 18 měsíců. Další bloky by byly uvedeny do provozu v letech 1995, 1997, 1998, 2000, 2001 a 2003.
V roce 1989 začala sílit občanská neposlušnost a odpor vůči jaderné elektrárně. Tím  byl důsledek černobylské havárie. Později v roce 1989 byl podán návrh na zastavení výstavby elektrárny, ke kterému došlo v dubnu 1990. Formálně byla výstavba zrušena 1. prosince 1993.
V době zrušení stavby byly rozestavěny dva reaktory a vykopány základy pro 3. a 4. reaktor. Po roce 2000 bylo uvažováno o dostavbě s dvěma VVER-1000 a dvěma VVER-1500, roku 2003 byla dokonce odčerpána podzemní voda ze základů, avšak ke stavbě nedošlo z důvodu nedostatku financí.

### Nová elektrárna
V roce 2016 bylo navrženo snížení počtu jednotek na jednu a změnu typu na VVER-1300/510. Nová elektrárna má však stát vedle staré, nikoliv na stejném místě. Předpoklad začátku výstavby je po roce 2035, až budou dokončeny primární jaderné projekty Ruské federace, elektrárny Smolensk II, Leningrad II a Kursk II, které nahradí stávající dosluhující elektrárny s reaktory RBMK.

## Informace o reaktorech
| Reaktor     | Typ reaktoru  | Výkon  | Výkon   | Zahájení výstavby | Připojení k síti                       | Uvedení do provozu                     | Uzavření |
| Reaktor     | Typ reaktoru  | Čistý  | Hrubý   | Zahájení výstavby | Připojení k síti                       | Uvedení do provozu                     | Uzavření |
| ----------- | ------------- | ------ | ------- | ----------------- | -------------------------------------- | -------------------------------------- | -------- |
| Tatarstán-1 | VVER-1000/320 | 950 MW | 1000 MW | 1. 4. 1987        | Výstavba zrušena 1. 12. 1993           | Výstavba zrušena 1. 12. 1993           |          |
| Tatarstán-2 | VVER-1000/320 | 950 MW | 1000 MW | 1. 5. 1988        | Výstavba zrušena 1. 12. 1993           | Výstavba zrušena 1. 12. 1993           |          |
| Tatarstán-3 | VVER-1000/320 | 950 MW | 1000 MW |                   | Přípravy na stavbu zrušeny 1. 12. 1993 | Přípravy na stavbu zrušeny 1. 12. 1993 |          |
| Tatarstán-4 | VVER-1000/320 | 950 MW | 1000 MW |                   | Přípravy na stavbu zrušeny 1. 12. 1993 | Přípravy na stavbu zrušeny 1. 12. 1993 |          |
| Tatarstán-5 | VVER-1000/320 | 950 MW | 1000 MW |                   | Plánování zrušeno 1. 12. 1993          | Plánování zrušeno 1. 12. 1993          |          |
| Tatarstán-6 | VVER-1000/320 | 950 MW | 1000 MW |                   | Plánování zrušeno 1. 12. 1993          | Plánování zrušeno 1. 12. 1993          |          |
| Tatarstán-7 | VVER-1000/320 | 950 MW | 1000 MW |                   | Plánování zrušeno 1. 12. 1993          | Plánování zrušeno 1. 12. 1993          |          |
| Tatarstán-8 | VVER-1000/320 | 950 MW | 1000 MW |                   | Plánování zrušeno 1. 12. 1993          | Plánování zrušeno 1. 12. 1993          |          |